# Styx (bateau)
Pour les articles homonymes, voir Styx (homonymie).
Le Styx (M614) est un Bâtiment-base de plongeurs démineurs (BBPD) de la Marine nationale française. Il est basé à Brest et affecté au 2e groupement de plongeurs démineurs (GPD).

Sa ville marraine est Lézardrieux.

## Caractéristiques
- Longueur : 41,60 mètres
- Largeur : 7,50 mètres
- Tirant d'eau : 3,20 mètres
- Déplacement : 409 tonnes - en pleine charge : 490 tonnes
- Vitesse : 13,5 nœuds
- Distance franchissable : 7 400 nautiques à 9 nœuds, 2 850 nautiques à 13,5 nœuds